# Doris Sáez Hueichapan
Doris Sáez Hueichapan (Panguipulli, 26 de julio de 1971) es una ingeniera y académica chilena de origen mapuche. Es profesora titular de la Facultad de Ciencias Físicas y Matemáticas de la Universidad de Chile (FCFM), facultad donde se desempeña como académica del departamento de ingeniería eléctrica, además de ser fundadora de la Subdirección de Pueblos Indígenas, perteneciente a la Dirección de Diversidad y Género.

## Biografía
Nació en Panguipulli, pero cursó sus estudios escolares en la Escuela Mixta Lucila Godoy Alcayaga y el Colegio Academia de Humanidades de los Padres Domínicos, ambos ubicados en la comuna de Recoleta. Realizó sus estudios de pregrado en la Pontificia Universidad Católica de Chile, obteniendo el título de ingeniera civil eléctrica. Posteriormente realizó su magister en Ingeniería Eléctrica y su doctorado en Ciencias de la Ingeniería, ambos en la misma universidad.

## Carrera profesional
Se desempeña como profesora titular del Departamento de Ingeniería Eléctrica de la Facultad de Ciencias Físicas y Matemáticas de la Universidad de Chile. Su línea de investigación aborda principalmente las áreas de control predictivo, control difuso, control de plantas de energía renovables, control de sistemas de transporte, sistemas de gestión agua y energía, y metodologías de innovación tecnológica intercultural.
Ha sido editora asociada de diversas revistas internacionales asociadas al Institute of Electrical and Electronics Engineers (IEEE).Entre estas últimas se encuentran IEEE Electrification Magazine, IEEE Transactions on Smart Grid, IEEE Control Systems Magazine e IEEE Transactions on Fuzzy Systems. También es investigadora titular del Instituto de Sistemas Complejos de Ingeniería (ISCI).
Ha sido líder de la subdirección de Pueblos Indígenas de la FCFM, iniciativa que apunta a una formación intercultural y transdisciplinaria en ingeniería y ciencias.Fue una de las fundadoras de la Dirección de Diversidad y Género de la FCFM, aportando en su diseño institucional y otras actividades.

## Distinciones
En 2009, la ingeniera fue destacada con el premio"MGA-IEEE Achievement Award".En 2018 fue reconocida por su rol de académica dentro de un listado de "Mujeres destacadas de la Energía", elaborado por el Ministerio de Energía.También en 2018, fue reconocida como una de las ingenieras UC destacadas, distinción otorgada por dicha casa de estudios. En 2022 figuró en el ranking Stanford's list world top 2% scientists.

## Publicaciones destacadas
Nota: Se mencionan parte de las publicaciones destacadas de Doris Sáez, para ver la lista completa, véase el portafolio académico.
- Sáez Hueichapan, Doris; Ocaranza, Javier; Daniele, Linda; Ahumada, Constanza (2024). «Energy-water management system based on robust predictive control for open-field cultivation». Science of The Total Environment 946: 174241.
- Sáez, Doris; Navas-Fonseca, Alex; Burgos-Mellado, Claudio; Gómez, Juan S.; Espina, Enrique; Llanos, Jacqueline (2023). «Distributed Predictive Secondary Control With Soft Constraints for Optimal Dispatch in Hybrid AC/DC Microgrids». IEEE Transactions on Smart Grid 14 (6): 4204 - 4218.
- Sáez, Doris; Morales, Raúl; Marín, Luis; Roje, Tomislav; Caquilpan, Víctor; Núñez, Alfredo (2024). Microgrid planning based on computational intelligence methods for rural communities: A case study in the José Painecura Mapuche community, Chile 235. p. 121179. doi:10.1016/j.eswa.2023.121179.
- Sáez  Hueichapan, Doris; Labra Mocarquer, Ricardo; Basáez, Christian; Rodríguez, Claudia (2023). Proyecto Piwkeyewün: Lineamientos para el co-diseño de sistemas de cultivo vegetal tecnológico indígena (39). pp. 145-169. ISSN 0718-5014.
- Sáez Hueichapán, Doris; Cartagena, Óscar; Trovò, Francesco (2024). «A multivariate approach for fuzzy prediction interval design and its application for a climatization system forecasting». Expert Systems with Applications 255: 124715.
- Sáez Hueichapán, Doris; Cartagena, Óscar; Trovò, Francesco; Roveri, Manuel. «Evolving Fuzzy Prediction Intervals in Nonstationary Environments». IEEE Transactions on Emerging Topics in Computational Intelligence 8 (1): 903 - 916.
- Sáez Hueichapán, Doris; Ahumada, Constanza; Tarisciotti, Luca; Sepúlveda, Diego (2022). «Model Predictive Control for the Reduction of Marine Propellers Vibrations». IEEE Transactions on Industry Applications.

## Proyectos de investigación
Nota: Se mencionan parte de los proyectos activos en los que participa Doris Sáez, para ver la lista completa, véase el portafolio académico.
| Título | Inicio     | Fin        |
| --- | ---------- | ---------- |
| Diseño e implementación de prototipo tecnológico IoT/Renovable con enfoque intercultural para escuelas rurales indígenas. | 01/03/2024 | 01/03/2026 |
| Sea Harbour Operation with Renewable Energies (SHORE).                                                                    | 01/08/2023 | 01/08/2026 |
| A Hidden-Markov-Model-based Failure Prognostic Framework for Real-time Prognostic Decision Making.                        | 01/03/2021 | 01/03/2025 |
| Distributed Predictive Control Strategies based on Evolving Prediction Intervals for Energy-Water Microgrids              | 2022       | 2025       |